# 草堰五闸
草堰五闸，位于江苏省盐城市大丰市草堰镇，是中华人民共和国江苏省文物保护单位之一。
1995年4月19日，以“草堰石闸”的名称公布为第四批江苏省文物保护单位。2025年7月4日，草堰正闸、草堰北越闸、丁溪闸增补至“草堰石闸”，并更名为“草堰五闸”。